# Beaudéan
Beaudéan é uma comuna francesa na região administrativa de Occitânia, no departamento dos Altos Pirenéus. Estende-se por uma área de 16,7 km², Em 2010 a comuna tinha 409 habitantes (densidade: 24,5 hab./km²)..